# Thomas Anderson (voile)
Pour les articles homonymes, voir Thomas Anderson.
Thomas Anderson est un skipper australien né le 24 juillet 1939 et mort le 28 juillet 2010.

## Carrière
Thomas Anderson remporte, lors des Jeux olympiques d'été de 1972 à Munich, la médaille d'or dans la catégorie des Dragon.